# Vreugd en Rust (restaurant)
Vreugd en Rust was een restaurant in Voorburg in Nederland. Het had een Michelinster in de periode 1990-1993.
Chef-kok en deels eigenaar van Vreugd en Rust was Henk Savelberg. Samen met enige bewonderaars had hij een vennootschap opgezet die aanvankelijk restaurant Seinpost exploiteerde en later Vreugd en Rust. In 1993 viel de vennootschap uit elkaar en Savelberg werd uitgekocht. Hierop verliet Savelberg het restaurant. De nieuwe chef-kok was Gert Jan Hageman, doch deze kon de Michelinster niet behouden.
In 1995 kocht Henk Savelberg de villa, sloot het restaurant en renoveerde het gebouw. In 1997 heropende hij het pand als restaurant-hotel Savelberg.
De villa is het hoofdgebouw van het voormalige landgoed Vreugd en Rust en is gelegen in Park Vreugd en Rust in Voorburg. Sinds 2009 is hotel-restaurant Central Park gevestigd in de villa.